# The Rise and Fall of Ziggy Stardust and the Spiders from Mars
The Rise and Fall of Ziggy Stardust and the Spiders from Mars peti je studijski album koji je 1972. snimio engleski izvođač David Bowie.
Američki časopis Rolling Stone je 2003. album The Rise and Fall Of Ziggy Stardust and the Spiders from Mars je stavio na 35. mjesto  500 najboljih albuma svih vremena.

## Izdavanje
Kada je album izdan, dosegnuo je peto mjesto u Ujedinjenom Kraljevstvu i 75. mjesto u SAD-u. Snimljen je samo jedan singl s albuma, pjesma Starman.

## Popis pjesama
1. "Five Years"
2. "Soul Love"
3. "Moonage Daydream"
4. "Starman"
5. "It Ain't Easy"
6. "Lady Stardust"
7. "Star"
8. "Hang On To Yourself"
9. "Ziggy Stardust"
10. "Suffragette City"
11. "Rock 'n' Roll Suicide"

## Top ljestvice

### Album
| Godina | Ljestvica            | Pozicija |
| ------ | -------------------- | -------- |
| 1972.  | UK Top 50 Albumi     | #5       |
| 1973.  | Billboard Pop Albumi | #75      |

### Singlovi
| Godina | Singl     | Ljestvica              | Pozicija |
| ------ | --------- | ---------------------- | -------- |
| 1972.  | "Starman" | UK Top 50 Singlova     | #10      |
| 1972.  | "Starman" | Billboard Pop Singlovi | #65      |

## Vanjske poveznice
- allmusic.com - The Rise and Fall of Ziggy Stardust